# Prințul Philipp de Saxa-Coburg și Gotha
Philipp (28 martie 1844 – 3 iulie 1921) a fost al doilea prinț de Saxa-Coburg-Gotha-Koháry și lord de Csábrág și Szitnya. A fost scriitor și numismat renumit.

## Primii ani
Născut Ferdinand Philipp Maria August Raphael, Philipp a fost cel mai mare fiu al Prințului August de Saxa-Coburg-Kohary și al Clémentinei de Orléans. A fost fratele mai mare al țarului Ferdinand I al Bulgariei. Prin mama sa era descendent al regelui Ludovic-Filip al Franței. S-a născut la Paris la Palatul Tuileries, unde mama sa a ales să nască copiii.
Educația pe care a primit-o Philippe i-a fost dată de preceptori însă progresele sale sunt controlate de profesorii de la școala Schatten din Viena. 
Când Philippe avea 15 ani, unchiul său Ernest al II-lea, Duce de Saxa-Coburg și Gotha propune părinților săi să-l numească pe adolescent sublocotenent al unui regiment din Coburg. Părinții refuză deoarece Philippe este prea tânăr. La puțin timp după, Philippe își trece examenele și pleacă într-o călătorie în Alpii austrieci împreună cu fratele său Auguste și cu preceptorul său.

## Căsătorie și copii
La Bruxelles la 4 februarie/4 mai 1875, Philipp s-a căsătorit cu Louise-Marie, prințesă a Belgiei, verișoară de gardul doi, fiica regelui Leopold al II-lea al Belgiei și nepoată a regelui Leopold I al Belgiei (fratele bunicului lui Philipp, Ferdinand). Căsătoria a sfârșit printr-un divorț la 15 ianuarie 1906 din cauza unei legături extraconjugale de mulți ani a Louisei-Marie.
Împreună au avut doi copii: 
- Leopold Clement Philipp August Maria (19 iulie 1878, Szent-Antal, Ungaria - 27 aprilie 1916, Viena); a murit când o prostituată i-a aruncat acid pe față.
- Dorothea Maria Henriette Auguste Louise (30 aprilie 1881, Viena - 21 ianuarie 1967, Taxis, Württemberg), s-a căsătorit la 2 august 1898 cu Ernst Gunther, Duce de Schleswig-Holstein.